# Hamletmachine
(Heiner Müller, 1998)
Hamletmachine (in tedesco, Die Hamletmaschine, letteralmente traducibile La macchina di Amleto) è un dramma postmoderno del commediografo e regista teatrale tedesco Heiner Müller. L'opera, scritta nel 1977, è liberamente ispirata all'Amleto di William Shakespeare e basata su una traduzione dello stesso Müller. Alcuni critici sostengono che Hamletmachine problematizzi il ruolo degli intellettuali durante l'epoca comunista della Germania dell'Est, altri sostengono invece che essa sia ascritta a concetti post-moderni ben più ampi. Caratteristica dell'opera è che essa non è centrata su una trama convenzionale, ma si struttura spesso in sequenze di monologhi in cui il protagonista lascia il suo ruolo teatrale e riflette sul suo essere attore.

## Prime rappresentazioni dell'opera
La prima rappresentazione assoluta del dramma postmoderno di Müller avviene nel 1978 al Théâtre Élémentaire di Bruxelles, prodotto dal Thèâtre Ensemble Mobile, per la regia di Marc Liebens.
In Italia la prima rappresentazione è stata il 25 marzo 1988 dalla compagnia teatrale "I Magazzini" al Teatro dell'Arte di Milano. Questa versione è stata tradotta in italiano dal giornalista Saverio Vertone, per la regia di Federico Tiezzi, con Sandro Lombardi nel ruolo del protagonista.

## Composizione e tematiche
Il testo di Müller è diviso in cinque parti (come i cinque atti di una tragedia shakespeariana):
- 1. Album di famiglia
- 2. L'Europa delle donne
- 3. Scherzo
- 4. Pest a Buda battaglia per la Groenlandia
- 5. Nell'attesa selvaggia/Dentro la orribile armatura/Millenni

Sebbene l'intero testo non superi le nove pagine, lo script è estremamente denso e aperto ad interpretazioni variegate; fra i temi ricorrenti compare quello femminista, la tematica dell'attore consapevole della parte che sta interpretando, il movimento ecologista e allusioni al movimento comunista.